# Asalto al Banco Central (pel·lícula)
Asalto al Banco Central és una pel·lícula espanyola de 1983, dirigida per Santiago Lapeira i basada en la novel·la d'Alberto Speratti, que, al seu torn, relatava els fets que havien tingut lloc a Barcelona dos anys abans amb l'assalt al Banco Central que dona nom al títol. La pel·lícula va ser rodada a Barcelona; hi apareixen, entre d'altres, l'antiga seu del Banco Central, la Rambla i el parc d'atraccions del Tibidabo.

## Argument
El 23 de maig de 1981 un grup de delinqüents va assaltar la seu del Banco Central de Barcelona, intentant apoderar-se de gairebé 800 milions de pessetes i segrestant persones a l'interior de l'edifici. Els principals sospitosos seran un locutor de ràdio, el director d'un diari i un diputat del govern. Prèviament, un parell de periodistes havien rebut el rumor que alguna cosa grossa passaria a la ciutat. Es barrejaran alhora una reunió de l'extrema dreta, una fotografia compromesa en mans d'un polític socialista, la pressió als diaris i el crim.

## Repartiment
- José Sacristán: Andrés Molinero
- Isabel Mestres: Paula
- Alfred Lucchetti: Coll
- Arnau Vilardebó: José Luis
- Víctor Israel: El Seta
- Joan Borràs: Llorente
- Fernando Guillén: Casadevall
- Josep Minguell: periodista
- Blai Llopis: empleat del banc
- Juan Torres: Pablo
- Pep Guinyol: caixer
- Llàtzer Escarceller: Paquito
- Francesc Orella: atracador
- Manel Dueso: ostatge
- Carlos Herrera: ell mateix
- Chelo García-Cortés: periodista (no surt als crèdits)